# I. Sala Świty na Wawelu
I. sala Świty – jedna z komnat Zamku Królewskiego na Wawelu, wchodząca w skład ekspozycji Prywatnych Apartamentów Królewskich.
Na ścianach werdiury z kolekcji Zygmunta II Augusta oraz arras (2. poł. XVI w.) ze sceną polowania (utkany dla zamku w Wilnie na zamówienie jego właściciela Dymitra Chaleckiego - podskarbiego litewskiego, który naśladował mecenat artystyczny Zygmunta Augusta). Meble z XVII w.: francuski kredens, krzesła kryte tłoczoną skórą (zapewne portugalskie).